# Ardmore (Tennessee)
Ardmore é uma cidade localizada no estado norte-americano de Tennessee, no Condado de Giles e Condado de Lincoln.

## Demografia
Segundo o censo norte-americano de 2000, a sua população era de 1082 habitantes. 
Em 2006, foi estimada uma população de 1134, um aumento de 52 (4.8%).

## Geografia
De acordo com o United States Census Bureau tem uma área de 
11,7 km², dos quais 11,7 km² cobertos por terra e 0,0 km² cobertos por água. Ardmore localiza-se a aproximadamente 270 m acima do nível do mar.

## Localidades na vizinhança
O diagrama seguinte representa as localidades num raio de 28 km ao redor de Ardmore. 